# Conium maculatum

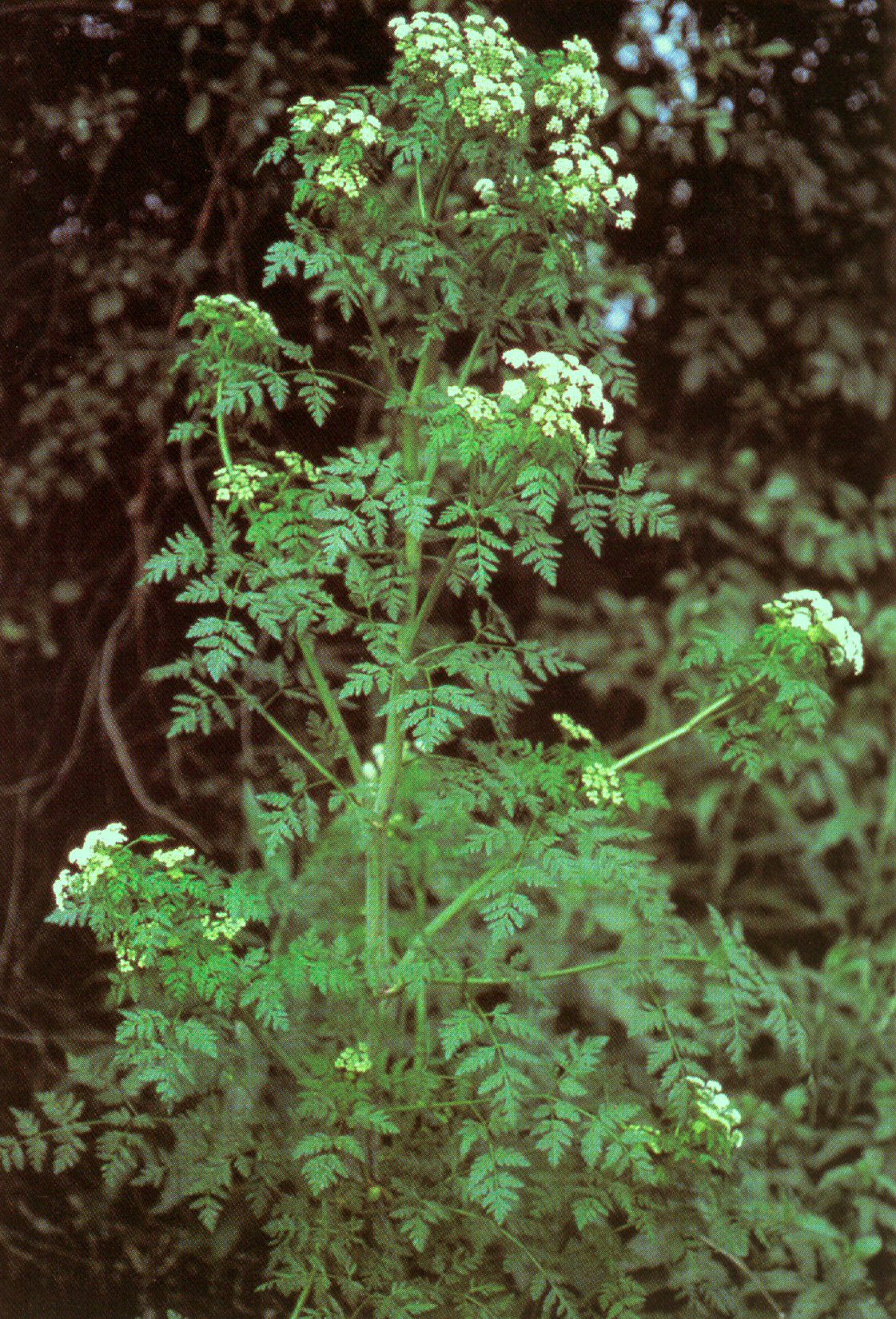
Hábito

Conium maculatum es una de las dos cicutas presentes en Europa y la única en la península ibérica. La otra es Cicuta virosa. Es una especie herbácea bienal de la familia de las apiáceas. Es típica de terrenos baldíos, escombreras y bordes de caminos.

## Descripción

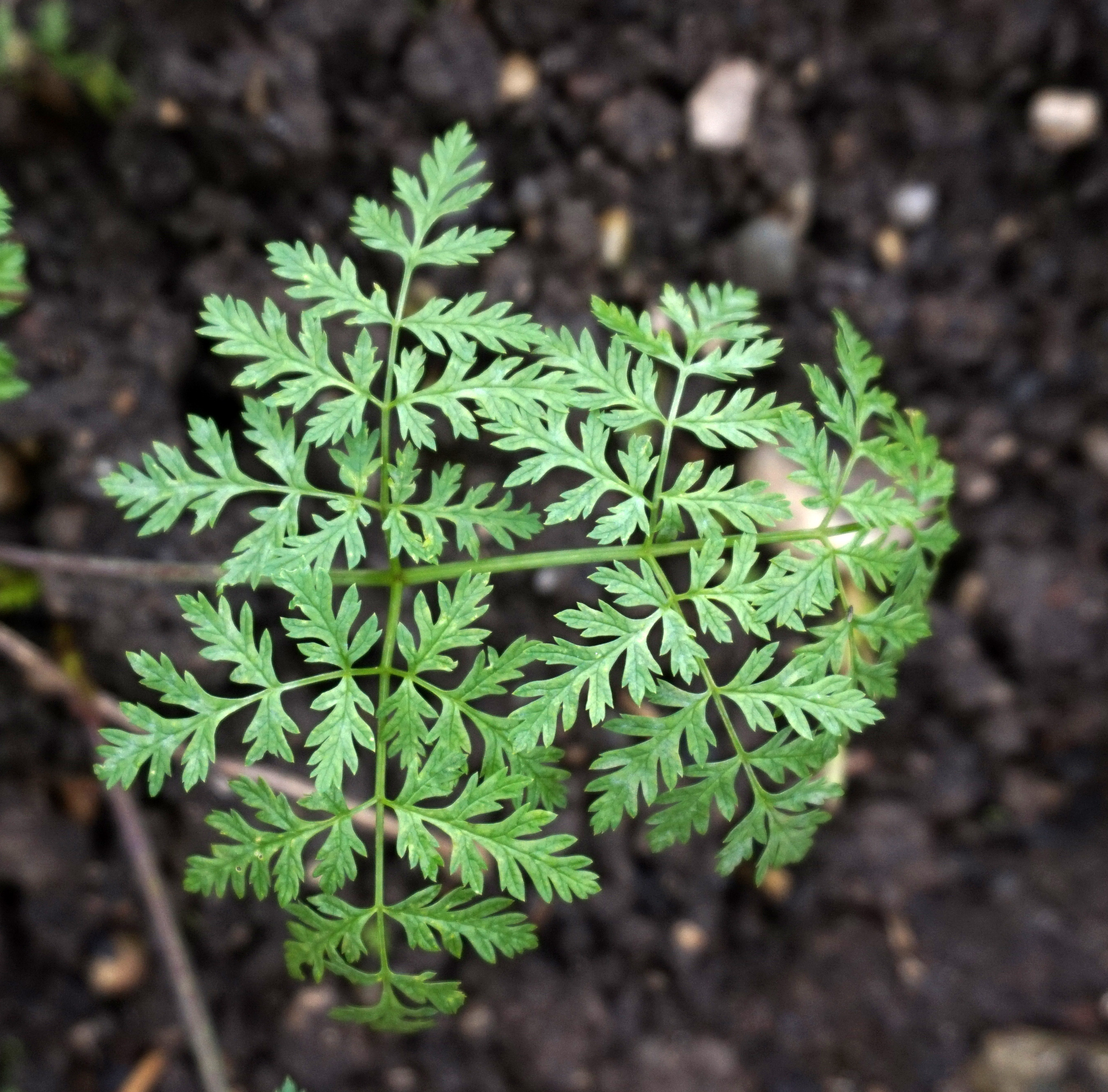
Hojas

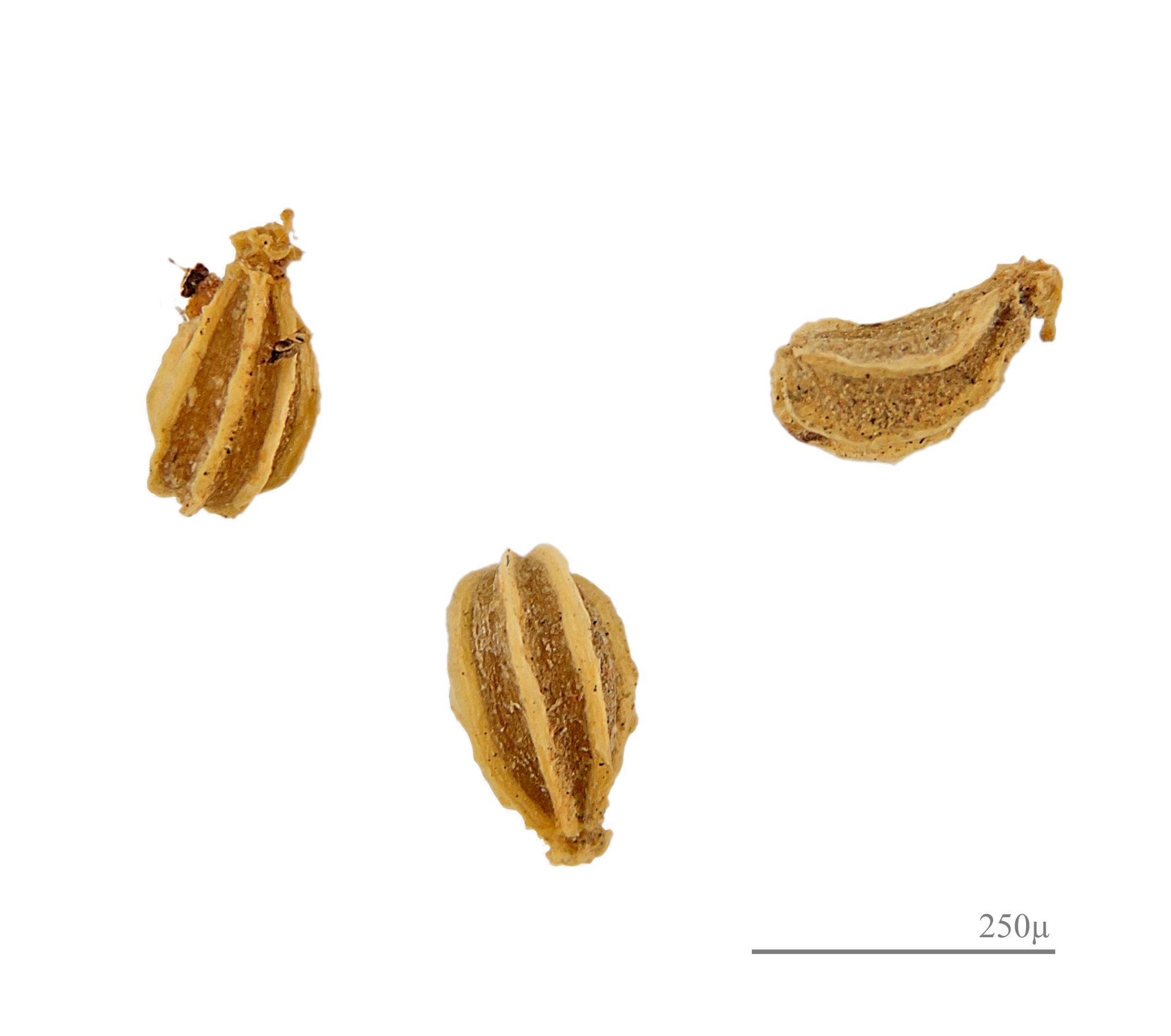
Semillas

Conium maculatum es una planta herbácea bienal que puede alcanzar un tamaño de 1,5-2,5 m de altura. Posee un tallo hueco y estriado, manchado de color purpúreo en la base y muy ramoso en la parte superior; las hojas son tripinnadas, blandas, fétidas, verdinegras, triangulares y divididas en foliolos ovados o lanceolados. Las hojas inferiores son pecioladas y más grandes que las superiores, llegando a medir 60 cm de longitud. Las flores son pequeñas, de color blanco y surgen en umbelas de unos 10 a 15 cm de diámetro. El fruto es un pequeño aquenio redondo u ovalado, de color verde claro. Las semillas son pequeñas de color negruzco. La planta entera desprende un fuerte olor que recuerda a la ruda al romperla o restregarla.

## Distribución y hábitat
Es originaria de Europa y el Norte de África, en ambientes nitrófilos más bien húmedos y frescos, como las orillas de los ríos y zonas sin cultivar. Se ha introducido y naturalizado en muchas otras áreas, incluyendo Asia, América del Norte, América del Sur, Australia y Nueva Zelanda. Se encuentra a menudo en suelos mal drenados, particularmente cerca de los arroyos, zanjas, y otras superficies de agua. También aparece en bordes de caminos, bordes de campos de cultivo y áreas de desecho. Se considera una especie invasora en 12 estados de Estados Unidos.

### Principios activos
La planta contiene alcaloides derivados de la piperidina: coniína o cicutina, metilcicutina, conhidrina, pseudoconhidrina.
El alcaloide piperidínico más abundante es la coniína y el más tóxico es la γ-coniceína predominante en los órganos vegetativos, sin embargo debido a esa abundancia, la coniína es la más influyente en la toxicidad de la planta. Además contiene otros alcaloides análogos como la N-metilconiína, conhidrina, etc.
La coniína tiene una estructura química y las propiedades farmacológicas similares a la nicotina, y altera el funcionamiento del sistema nervioso central a través de la acción sobre los receptores nicotínicos de la acetilcolina. En concentraciones suficientemente altas, la coniina es peligrosa para los seres humanos y el ganado. Debido a su alta potencia, la ingestión de dosis aparentemente pequeñas pueden fácilmente terminar en colapso respiratorio y muerte. La coniina causa la muerte mediante el bloqueo de la unión neuromuscular de manera similar al curare; esto da lugar a una parálisis muscular ascendente con parálisis eventual de los músculos respiratorios que se traduce en la muerte por falta de oxígeno al corazón y al cerebro. La muerte puede ser evitada por ventilación artificial hasta que los efectos han desaparecido 48-72 horas después. Para un adulto, la ingestión de más de 100 mg (0,1 gramos) de coniina (alrededor de seis a ocho hojas frescas, o una más pequeña dosis de las semillas o raíces) puede ser fatal.
Contrariamente a los «verdaderos» alcaloides, los alcaloides piperidínicos de la cicuta mayor no derivan directamente de los aminoácidos. Su común precursor es un tetraacetato: la transaminación de la alanina y del 5-cetooctanal que conduce a la γ-coniceína y a los otros alcaloides.
El contenido de los alcaloides totales es muy variable dependiendo del órgano: los frutos son más ricos; depende también de la estación y del origen geográfico. Hay además variaciones en función del clima. La planta seca pierde poco a poco sus alcaloides. La proporción de los diferentes alcaloides es también muy variable. La γ-coniceína es más abundante en las partes vegetativas, mientras que en la coniína predomina en los frutos maduros.

## Toxicidad
Toda la planta contiene alcaloides piperidínicos, entre los que se destacan glucósidos flavónicos y cumarínicos y un aceite esencial, además de la coniceina y la coniína (también llamada conina, conicina o cicutina), una neurotoxina que inhibe el funcionamiento del sistema nervioso central produciendo el llamado «cicutismo».
Su ingestión es un riesgo para la salud. El efecto de esta toxina es semejante al curare. La concentración de la misma varía según la etapa de maduración y las condiciones climáticas, encontrándose principalmente en los frutos verdes (0,73-0,98 %), seguidos de los frutos maduros (0,50 %) y hallándose en menor proporción en las flores (0,09-0,24 %).
Los rumiantes, el caballo, el burro y los pájaros son poco sensibles, pero es un veneno violento para los conejos y los carnívoros. En el humano, su ingestión provoca durante la hora siguiente trastornos digestivos (especialmente cuando se utiliza la raíz), vértigos y cefaleas, parestesias, descenso de la temperatura corporal, reducción de la fuerza muscular, y finalmente una parálisis ascendente. La muerte puede sobrevenir debido a que las convulsiones y la destrucción muscular producen una insuficiencia renal, o debido a las alteraciones que produce en la respiración (acelerándola al principio y deprimiéndola luego), que llevan a una muerte por asfixia.
Generalmente las intoxicaciones se producen por confusión con otras umbelíferas comestibles (zanahoria, perejil, anís) o por el consumo de animales que se hayan alimentado de dicha planta.
La toxicidad de la cicuta para el ser humano se conoce desde épocas remotas. Ya en Atenas en el año 399 a. C., se relata que Sócrates fue encarcelado y pocas semanas después obligado a beber una copa de cicuta. 

### Identificación del tóxico
Generalmente, el examen morfológico es concluyente: manchas violáceas en tallo acanalado, y olor (cuando esta ajada, la planta desprende un olor desagradable que además es perceptible en la orina y el líquido de la rumia de los animales intoxicados). Cuando se dispone del fruto se examina los dos mericarpos, cada uno con cinco costillas primarias salientes. Se nota la ausencia de vitas y de albumen externo. El endocarpo está rodeado de una hilera de células esclerificadas en forma de herradura.
La investigación y la cantidad de alcaloides se pueden hacer por procedimientos clásicos pero teniendo muy en cuenta la volatilidad de estas piperidinas simples (la coniíina es extraíble por corriente de vapor). Para determinar estas moléculas en plantas o en los medios biológicos se emplea generalmente la cromatografía en fase gaseosa y con espectrometría de masas. El consumo de 6-8 g de hojas puede provocar el fallecimiento de un adulto en pocas horas.

### Síntomas observados
La sintomatología se puede establecer a partir de las descripciones de los tratados clásicos de toxicología. Los primeros síntomas aparecen rápidamente: en salivación, náuseas, vómitos, irritación faríngea, dolores intestinales. El intoxicado tiene sed, traga y habla con dificultad y tiene dilatadas las pupilas. Los miembros inferiores se debilitan, a ello hay que añadir la falla renal y comienza una parálisis muscular progresiva afectando en el último lugar a los músculos respiratorios y muere asfixiado. La consciencia no se altera en ningún momento aunque se notan trastornos de visión y de audición. Pueden presentarse temblores convulsivos y movimientos desordenados de los miembros. Sean las que sean las pequeñas diferencias relatadas por los distintos autores esta sintomatología difiere sensiblemente de la que precedió a la muerte de Sócrates, únicamente parálisis ascendente que le condujo a una muerte tranquila y digna. Algunos emiten la hipótesis para explicar estas divergencias de que la copa presentada al filósofo tenía una mezcla de cicuta y opio y este último atenuó parte de los efectos de la coniína.
Las observaciones más recientes indican como dominante un componente «letárgico» en la sintomatología. En el primer caso, en un niño de 4 años que había consumido hojas que contenían 0.85 mg/g de γ-coniceína se registró un adormecimiento rápido, 30 minutos. Dos horas más tarde el niño vomitó en la cama continuando dormido. La estimulación de sus miembros inferiores solamente provocó una respuesta muy pequeña; tras una descontaminación digestiva, la sensibilidad nociceptiva siguió disminuyendo durante 90 minutos, tras lo que el niño se recuperó progresivamente. En ese mismo año una segunda observación relata el «adormecimiento» de un niño de tres años y su muerte dos horas y cuarenta minutos después de la ingestión en la autopsia, su estómago contenía 142 g de material vegetal. Otro estudio realizado en el centro toxicológico de Angers, ha registrado un principio de intoxicación causado por la ingestión de una cucharadita de café de frutos verdes de la cicuta mayor. El paciente, un psicópata, presentó molestias visuales, ataxia de las extremidades, dificultad de marcha y debilidad muscular en las manos. Fue sometido a ventilación respiratoria y extubado a las 48 horas.

## Tratamiento
No hay antídotos específicos frente a la coniína. Se procede al vaciado gástrico con administración posterior de carbón activado. Si se producen convulsiones se administrará alguna benzodiazepina. Es recomendable la diuresis forzada y se monitorizará la función renal. También suele ser necesaria la ventilación asistida y la oxigenoterapia. El pronóstico es muy grave si el paciente no es atendido rápidamente. Si supera la fase crítica, la mejoría es rápida y total aunque persiste la miastenia durante algunas semanas.

## Usos y contraindicaciones
Se han usado los frutos y también las hojas en forma de cataplasma de planta fresca o aceite de cicuta por sus propiedades como antiespasmódico, galactófugo, analgésico, anestésico local y por su acción sobre las terminaciones nerviosas sensitivas como sedante para calmar dolores persistentes.
Su efecto narcótico es similar a la belladona y persiste por más de 40 horas. Por vía externa se ha utilizado en linimentos para la ciática, neuralgia del trigémino y dolores reumáticos.
Se usó en el tratamiento de las neuralgias rebeldes y dolores cancerosos terminales. Antiguamente también se empleó en el tétanos, la rabia, la tisis y afecciones venéreas. Su potencial tóxico hace desaconsejable el uso fitoterapéutico de esta planta y está especialmente contraindicado en el embarazo, durante la lactancia y en niños.
La cicuta es un veneno muy potente que no debe usarse jamás por vía interna, ya que unas gotas de su jugo puede ser mortal para una persona.
La inducción al suicidio mediante la cicuta era un método común en la antigüedad. Varios autores, Andocides, Diódorus y Lisias, la mencionan en sus obras; escasos nombres de las víctimas del veneno se han registrado aunque sabemos que centenares de ciudadanos fueron ejecutados de este modo durante el breve régimen de los Treinta Tiranos y durante el gobierno que lo derrocó.
La cicuta tuvo otros usos. Fue empleada como solución final en épocas de hambruna y es así que Estrabón (63 a. C.-21 d. C., citado en Diógenes Laercio) refiere que en la isla de Ceos o Zea (pertenecientes a las Cícladas) los hombres mayores de 60 años eran obligados a tomarla (por el bien común) en un sacrificio tendente a que los alimentos fuesen suficientes para el resto de la población.
En el siglo pasado fue empleada como antiespasmódica y sedante nervioso y por esto se aconsejaba su uso como antídoto para la estricnina. Aún ahora se usa en la medicina herbolaria aunque sólo adquirible «con receta médica o por prescripción médica o como veneno».

## Cicuta en la cultura general
La intoxicación por cicuta fue usada por los antiguos griegos que querían morir por medios eutanásicos, los motivos podían ser por enfermedades incurables, vejez extrema o "sufrimiento crónico" o para quitar la vida a los condenados a pena de muerte. Uno de los casos más célebres es el de la muerte de Sócrates, debido a la ingestión de una preparación de cicuta en el año 399 a. C. En el diálogo Fedón, menciona Platón, algunos detalles sobre la cicuta. El personaje de Critón, comenta que el encargado de suministrarle el veneno a Sócrates le había prescrito que dialogase este lo menos posible, pues, en caso de acalorarse tendría que beber dos o hasta tres veces más.

## Intoxicación en los animales
De la mayor parte de las especies animales se han descrito casos de intoxicaciones, a menudo graves: cerdos, vacas, caballos, ovejas, cabras, conejos, pavos, alces. Los animales intoxicados insalivan con abundancia. Después de una fase transitoria de excitación, se hacen apáticos y atáxicos, se dilata su pupila, orinan y defecan con frecuencia, tienen el pulso débil, las membranas se cianosan y la respiración es dificultosa. Tienen gran debilidad muscular: el animal se acuesta alterado y no se puede levantar, además muestra temblores y lagrimeo. La muerte, por parálisis respiratoria, no está precedida de convulsiones. La sensibilidad de las especies a la coniína es muy variable: aparecen graves síntomas con 3,3 mg/kg de alcaloides en las vacas y con 15,5 mg/kg en los asnos, mientras que en las ovejas 44 mg/kg no provocan más que una ligera intoxicación. En las aves como pollos, pavos y codornices, se ha observado también depresiones y parálisis flácida. En el caso de que las hembras coman cicuta, esta puede causar malformaciones congénitas, especialmente en el caso de los terneros y los lechones. Esta toxicidad en los fetos de la cicuta y de la coniína ha sido estudiada de forma experimental en las ovejas (en las que los efectos menores se anulan rápidamente), las cerdas y las vacas.
Sin entrar en detalles se señala que esas malformaciones como consecuencia de la reducción de los movimientos fetales, no son inducidas más que cuando la ingestión repetida de la planta tiene lugar durante un determinado periodo de la gestación (de los 55 a 75 días en la vaca y de 43-53 días en la cerda). Las malformaciones observadas son sobre todo articulares como escoliosis, artrocriposis (que imposibilitan la posición en pie). La administración precoz a las cerdas (de 3 a 45 días) provoca en los lechones fisuras en el paladar. Por último es importante señalar que la teratogenia depende del contenido de alcaloides totales y de la composición con un importante papel de la γ-coniceína.
Puede presentarse intoxicación accidental por su parecido con el apio, el perejil y otras plantas que sirven de alimento o condimento, a pesar de que existen diferencias entre estas plantas y la cicuta, como el tamaño, el olor distintamente desagradable (el perejil tiene un olor agradable característico) y las manchas del rojo en los vástagos, siempre ausentes en el perejil.

## Taxonomía
Conium maculatum fue descrita por Carlos Linneo y publicado en Species Plantarum 243. 1753.

### Citología
Número de cromosomas de Conium maculatum (Fam. Umbelliferae) y táxones infraespecíficos: 2n=22

### Etimología
Conium: nombre genérico que proviene del griego κώνειον (kṓneion), significa «cono» y hace referencia a la forma cónica de sus frutos.
maculatum, epíteto que proviene del adjetivo latino maculatus, a, um, «manchado, salpicado de manchas», a su vez de macula, «mancha». El nombre común «cicuta» proviene directamente del latín cicuta.

### Sinonimia
- Conium ceretanicum Sennen
- Conium leiocarpum (Boiss.) Stapf[26]
- Cicuta major Lam.
- Cicuta officinalis Crantz
- Conium cicuta Neck.
- Conium maculosum Pall.
- Coriandrum cicuta Crantz
- Coriandrum maculatum (L.) Roth
- Selinum conium (Vest) E.L.Krause
- Sium conium Vest[27]

## Nombres comunes
- acebuda, acedura, anises, azecuta,
- budoños,
- canaveira, caneja, canerla, cañaeja, cañafierro, cañafleja, cañafloja, cañaheja, cañaheja cañaheja mala, cañaherla, cañahierla, cañahierra, cañahierro, cañahueca, cañajierra, cañaleha, cañaleja, cañaloca, cañas hierras, cañasiero, cañaveira, cañaveleira, cañavera, cañigarro, cañiguerra, cañonceja, cañuelaceguta, capazos, cecuta, ceguda, ceguta, chicuta, chifletes, cibuta, cicuta, cicuta manchada, cicuta mayor, cicuta menor, cicuta no fétida, cicuta oficinal, ciguda, ciguta,
- diversa de la ferula, dibleto, droga
- embude, embudejo, embudos, embue, entremisa,
- falsa cicuta, floridos,
- hierba loca, huelemanos,
- jecuta,
- linojo,
- mastrancho, mexacan,
- perejil lobuno, perejil bravo, perejil de burro, perejil de las brujas, perejil de macho, perejil de perro, perejil de sapo, perejil de tontos, perejiles, perejil montisco, perejilón, perejil silvestre,
- sarnosa, secuta, siblatos,
- tetas de embudo,
- yerba cicuta,
- zecuta.[28]